# Zračna luka Arthur Napoleon Raymond Robinson
Zračna luka Arthur Napoleon Raymond Robinson (IATA: TAB, ICAO: TTCP) (prije Zračna luka Crown Point) međunarodna je zračna luka u Trinidadu i Tobagu, smještena na otoku Tobagu, na krajnjem jugozapadnom dijelu otoka, u blizini grada Crown Pointa, te 13 km od glavnog grada Scarborougha.

## Vanjske poveznice
- Trinidad and Tobago Airports Authority
- Crown Point Airport  Arhivirana inačica izvorne stranice od 8. srpnja 2011. (Wayback Machine)
- Tobago Airport